# Malkara
Malkara – jeden z pierwszych przeciwpancernych pocisków kierowanych, opracowany wspólnie przez Wielką Brytanię i Australię w latach 1951–1954, w służbie od 1958 roku, sukcesywnie zastępowany w latach 60. przez zestaw Swingfire. Pocisk kierowany był przez operatora, który obserwując cel i lecącą rakietę, naprowadzał ją na cel sterując pociskiem z wykorzystaniem dżojstika, zaś sygnał sterujący trafiał do rakiety poprzez połączenie przewodowe. Pocisk ze względu na swoje duże rozmiary i niewielką prędkość, był podatny na boczny wiatr, a co za tym idzie, nie był tak skuteczny jak przewidywano.

## Użytkownicy
- Wielka Brytania